# 장수 동촌리 고분군
장수 동촌리 고분군(長水 東村里 古墳群)은 대한민국 전북특별자치도 장수군 장수읍에 있는, 가야시대의 고분군이다. 2016년 12월 16일 전라북도의 기념물 제132호 장수 동촌리 가야고분군로 지정되었다가, 2019년 10월 1일 대한민국의 사적 제552호로 승격되었다.

## 개요
｢장수 동촌리 고분군｣은 장수군 장수읍 마봉산(해발 723.9m) 산줄기에 지름 20~30m 내외의 중대형 고총을 포함한 83기가 분포한 고분군이다. 다양한 유구와 유물의 특성을 근거로 5세기 초엽부터 6세기 초엽에 걸쳐 형성된 가야세력의 수장층 고분군으로 추정하고 있다.
특히, 2015년 발굴조사에서는 가야계 고분 최초로 징(釘)이 박힌 '편자(蹄鐵)'가 말뼈와 함께 출토되었고, 2017년 조사에서는 고령, 합천, 함안 등의 지역 수장층 무덤에서만 출토된 것과 같은 재갈이 출토된 바 있다. 그 밖에 고분들에서 둥근고리자루칼, 은제귀걸이, 휴대용 화살통 등 그동안 대가야와 소가야계 수장층 고분에서 출토된 유물들도 확인되어 동촌리 고분군이 수장층의 무덤임을 짐작할 수 있었다.
1호분의 평면은 타원형으로, 주변에 호석(護石)을 두르지 않아 그동안 확인된 영남지방의 가야고분과는 차별된다. 무덤 축조기법은 지표면과 생토면을 반반하게 고른 후 1m 내외의 높이로 흙을 쌓고 다시 되파기를 하여 묘광(墓壙)을 마련하였는데, 마한의 분묘 축조기법에 영향을 받은 묘제양식으로 보인다.
｢장수 동촌리 고분군｣은 그동안 백제권으로 인식되었던 장수 지역에 가야세력이 존재했다는 것을 알리고 있어 의미가 크다. 정부혁신 역점과제인 가야사 연구는 물론, 가야와 백제의 역학관계와 교류사를 잘 보여주는 유적으로 고대 사회상을 밝혀줄 역사적‧학술적 가치가 매우 높은 유적으로 평가된다.

## 전라북도 기념물 지정사유
발굴조사된 내용으로 보아 한 봉토 안에 주곽을 두고 주변에 부곽을 둔 형태여서 가야고분의 특징을 잘 보여준다. 출토유물도 고령양식의 토기들과 아울러 철기류, 장신구류 등이 출토되고 있어 장수군에서도 가야문화를 기반으로 하여 가야소국으로 발전했던 수장층의 분묘유적으로 추정되어 지정 보존해야 할 것으로 판단된다.

## 사적 지정사유
장수 동촌리 고분군은 진안고원의 장수군에서 가야문화를 기반으로 했던 가야세력의 수장층 분묘유적으로 추정되며, 유구 및 유물의 속성을 근거로 5세기 초엽부터 6세기 초엽에 걸쳐 조영된 것으로 판단된다. 장수 동촌리 고분군은 전북 지역의 가야문화는 물론, 백제와 가야의 역학 관계를 밝힐 수 있는 역사적·학술적 가치가 높은 유적이다.

## 참고 자료
- 장수 동촌리 고분군 - 국가유산청 국가유산포털